# Live 2000
Albums de Eddy Mitchell
Les Nouvelles Aventures d'Eddy Mitchell
(1999) Frenchy
(2003)
 Live 2000 est le douzième album live d'Eddy Mitchell sorti en 2001 sur le label Polydor et enregistré au Zénith de Lille.

## Liste des titres
| 1.  | En attendant Eddy (Instrumental)   |  |
| 2.  | J'ai des goûts simples             |  |
| 3.  | Mister JB                          |  |
| 4.  | Rio Grande                         |  |
| 5.  | Les Tuniques bleues et les Indiens |  |
| 6.  | Il ne rentre pas ce soir           |  |
| 7.  | M'man                              |  |
| 8.  | J'aime pas les gens heureux        |  |
| 9.  | Golden Boy                         |  |
| 10. | I Can't Turn You Loose             |  |
| 11. | Le Cimetière des éléphants         |  |
| 12. | On va dire que c'est moi           |  |

| 13. | J'ai oublié de l'oublier                       |  |
| 14. | Un portrait de Norman Rockwell                 |  |
| 15. | Ton homme de paille                            |  |
| 16. | Le Blues du blanc                              |  |
| 17. | Destination Terre                              |  |
| 18. | Couleur menthe à l'eau                         |  |
| 19. | La dernière Séance                             |  |
| 20. | 18 ans demain                                  |  |
| 21. | Lèche-bottes Blues                             |  |
| 22. | Pas de boogie woogie                           |  |
| 23. | En attendant Eddy (Présentation des musiciens) |  |
| 24. | Décrocher les étoiles                          |  |

## Bonus DVD
- Clip de J'aime pas les gens heureux réalisé par Fabrice Bergotti et Nicolas Houres.
- Clip de Ton homme de paille réalisé par Éric et Pascal.
- Clip de Décrocher les étoiles réalisé par Gilles Deyries.
- Clip de Destination Terre réalisé par Charles Petit.

- MAKING OFF :
  - Coulisses du spectacle;
  - Interview d'Eddy Mitchell réalisé par Eddy Moine.